# عبد الرحيم بن عبد الجليل
عبد الرحيم بن عبد الجليل هو محام ودبلوماسي وسياسي مغربي ونائب برلماني ووزير سابق وُلد في مدينة مكناس في المغرب في عام 1932، وكان رئيسا لنقابة المحامين بمدينة الدار البيضاء، وهو والد الفنانة التشكيلية المغربية ليلى بنعبد الجليل. توفي عبد الرحيم بن عبد الجليل في العاصمة المغربية الرباط في 23 ديسمبر عام 2007.

## مسيرته المهنية
عمل عبد الرحيم بن عبد الجليل في مجال المحاماة، وأصبح رئيسًا لنقابة المحامين في مدينة الدار البيضاء، ثم عُيّن وزيرا منتدبا مكلفا بوزارة الشؤون الإدارية في حكومة رئيس الوزراء المغربي الأسبق محمد كريم العمراني بدءًا من من عام 1985 وحتى عام 1992، ثُمّ أُرسل بعد ذلك سفيرًا للملكة المغربية في جمهورية الصين الشعبية في عام 1995. انتُخب عبد الرحيم بن عبد الجليل عضوًا في البرلمان المغربي.

## وفاته
توفي عبد الرحيم بن عبد الجليل في 23 ديسمبر عام 2007 بإحدى مستشفيات الرباط في المغرب.